# Turki ibn Faisal

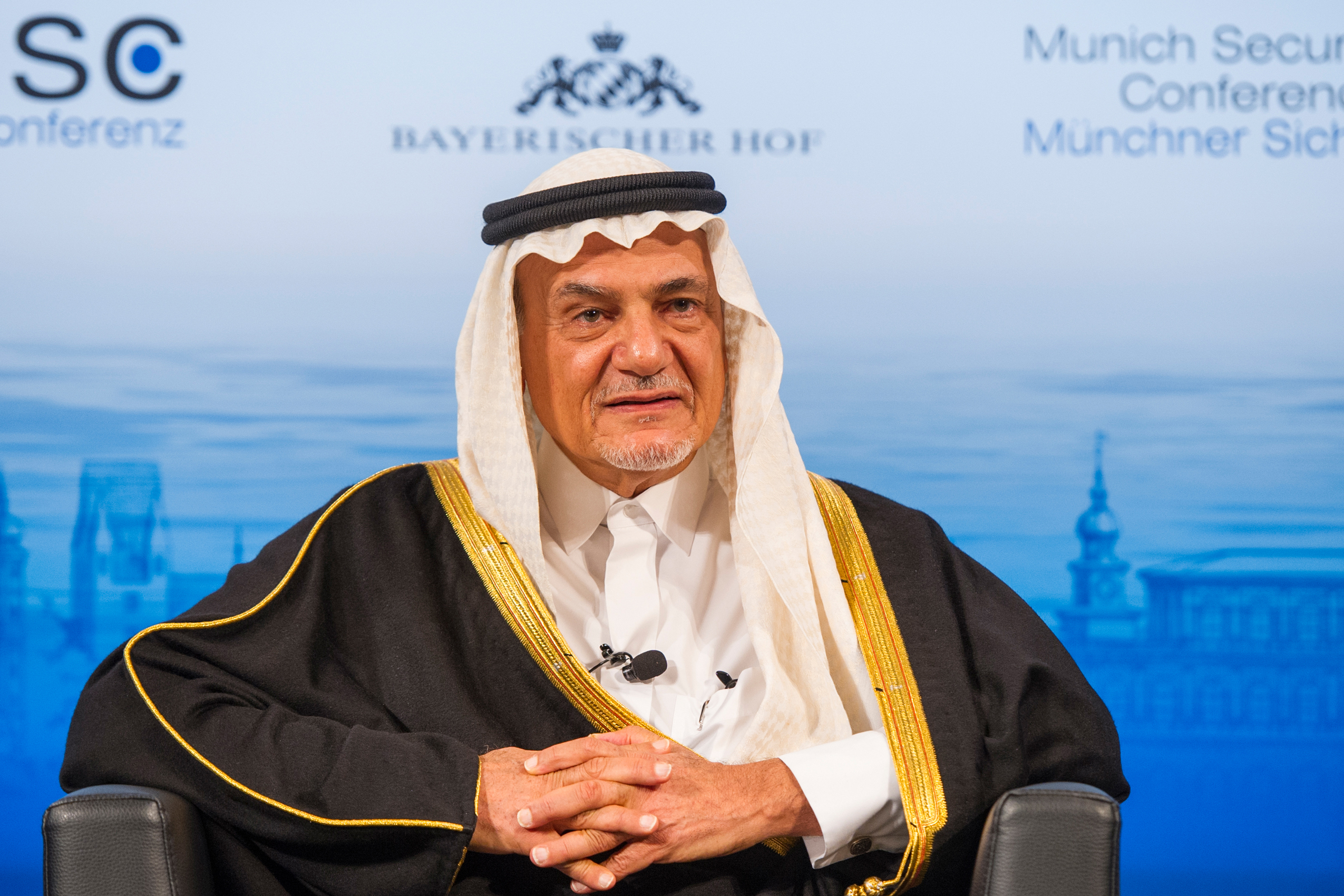
Turki ibn Faisal (2014)

Prinz Turki bin Faisal bin Abdulaziz Al Saud (arabisch تركي الفيصل بن عبد العزيز آل سعود, DMG Turkī al-Faiṣal b. ʿAbd al-ʿAzīz Āl Saʿūd, * 15. Februar 1945 in Mekka) ist Mitglied der saudi-arabischen Königsfamilie der Saud, Staatsfunktionär, war 24 Jahre Chef des Geheimdienstes und danach Botschafter in den Vereinigten Staaten. Gegenwärtig bekleidet er kein offizielles Amt.

## Leben und Wirken
Seine Eltern sind Faisal ibn Abd al-Aziz, von 1964 bis 1975 König von Saudi-Arabien, und dessen einflussreiche Ehefrau Effat al Thunayan, eine engagierte Kämpferin für die Rechte der Frauen. Sie gründete die Effat University, die erste Frauenuniversität Saudi-Arabiens. Am 25. März 1975 wurde sein Vater, König Faisal, beim Empfang des kuwaitischen Ölministers erschossen. 
Turki ibn Faisal war von 1977 bis 2001 Chef des saudischen Auslandsgeheimdienstes al-Muchabarat al-'Amma; während dieser Zeit war der Dienst maßgeblich an der Bewaffnung der afghanischen Mudschahedin gegen die Sowjetunion beteiligt. 10 Tage vor 9/11 trat er unerwartet zurück, seine Amtszeit war noch am 24. Mai 2001 für weitere vier Jahre verlängert worden.
Später, während sein Bruder Saud ibn Faisal Außenminister und sein Onkel Abdullah ibn Abd al-Aziz König von Saudi-Arabien waren, wurde er zum Botschafter in London bzw. Washington ernannt. 
Derzeit steht Turki ibn Faisal an der Spitze des König-Faisal-Zentrums für Forschung und Islamische Studien  in Riad. Nach dem Genfer Übergangsabkommen der UN-Vetomächte USA, Russland, China, Großbritannien und Frankreich sowie Deutschlands (5+1-Gruppe) mit dem Iran im Atomkonflikt im November 2013 forderte Turki ibn Faisal eine Zone frei von Massenvernichtungswaffen im Nahen Osten.
Laut den Panama Papers besaß er ein Unternehmen auf den Britischen Jungferninseln.

## Familie
Prinz Turki ist mit seiner Nichte 2. und 3. Grades Nuf Al Saud verheiratet und hat drei Söhne und drei Töchter. Sein Sohn Abdulaziz war Rennfahrer und wurde 2020 zum Sportminister ernannt.